# Tambunan

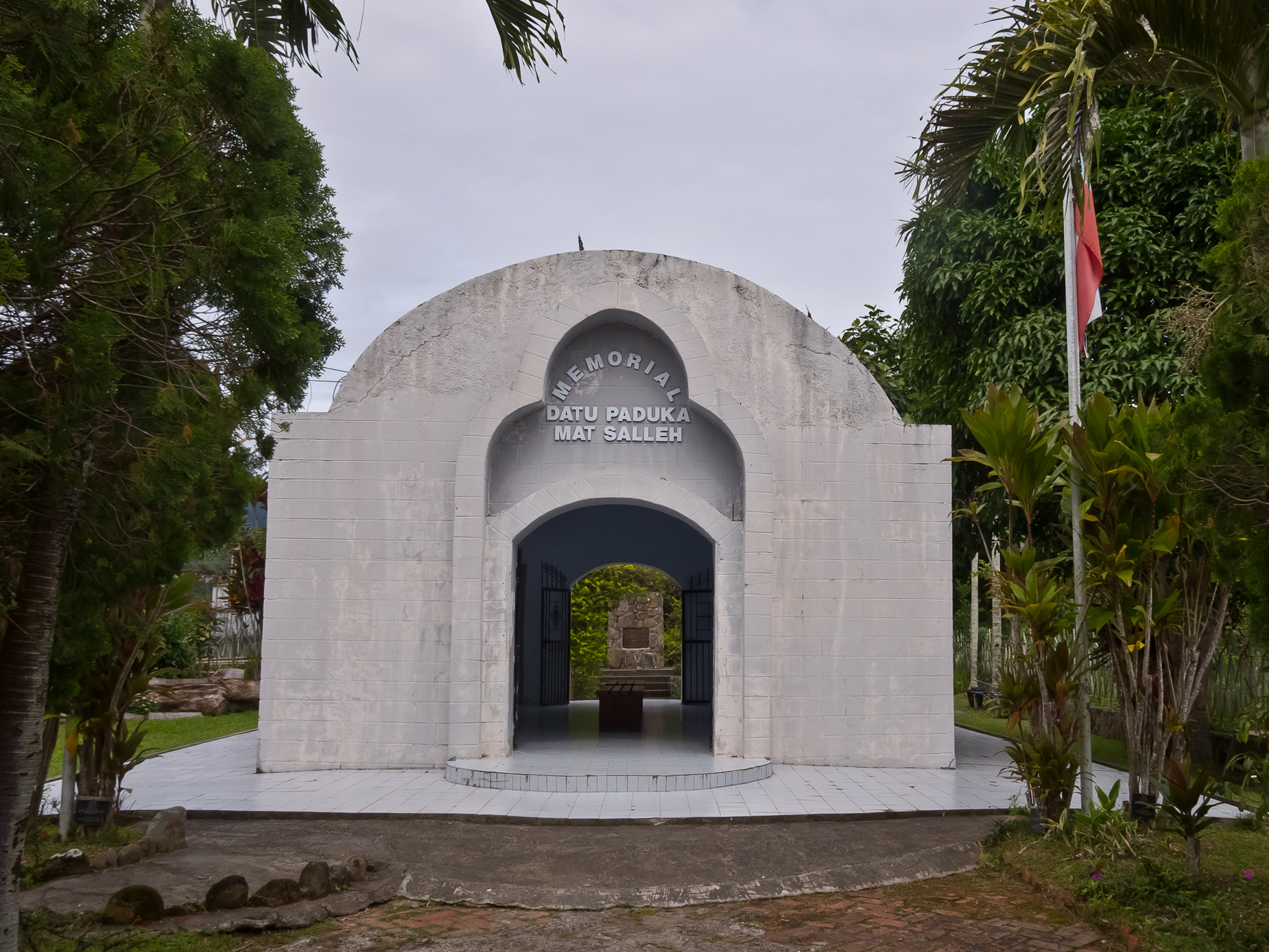
Mat Salleh Memorial aus dem Jahr 2000

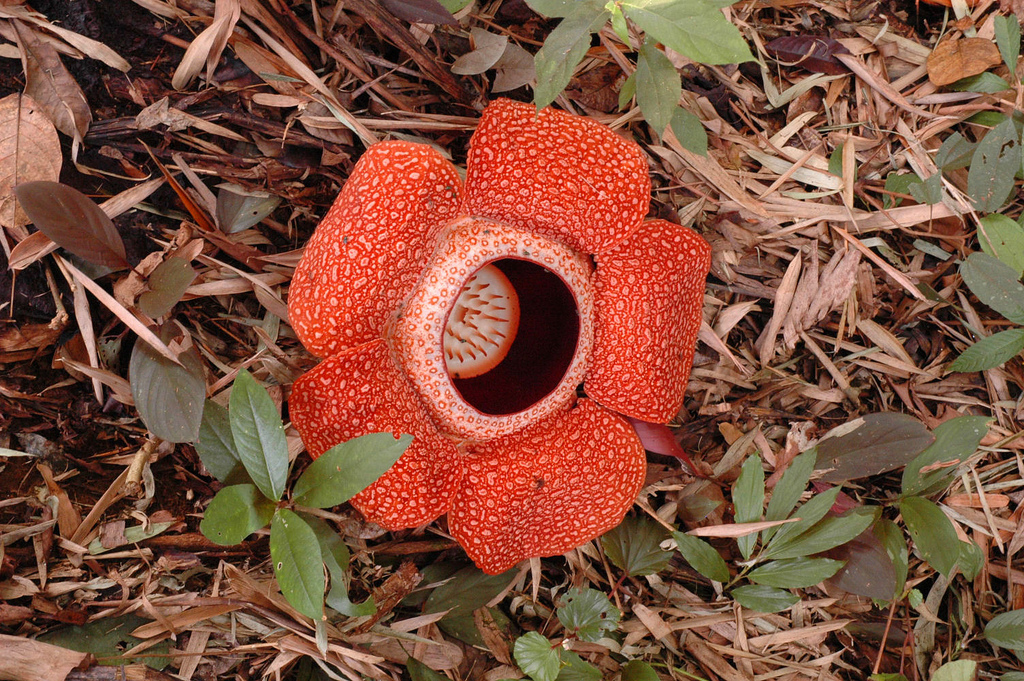
Rafflesia

Tambunan ist eine Stadt im malaysischen Bundesstaat Sabah. Sie liegt in der Gebirgsregion der Crocker Ranges im Norden der Insel Borneo. Tambunan gehört zum gleichnamigen Verwaltungsbezirk Distrikt Tambunan und liegt 76 Kilometer südöstlich der Hauptstadt Kota Kinabalu. Die Stadt ist Teil des Gebietes Interior Division, das die Distrikte Beaufort, Keningau, Kuala Penyu, Nabawan, Sipitang, Tambunan und Tenom umfasst. Östlich der Stadt Tambunan erhebt sich der mit 2642 Metern zweithöchste Berg Sabahs, der Trus Madi.

## Demographie
Die Bevölkerung der Stadt beträgt laut der letzten Volkszählung 2533 Einwohner. Tambunan wird hauptsächlich von der indigenen Gruppe der Kadazan-Dusun (86 %) bevölkert, der Rest der Einwohner setzt sich aus Malaien, Chinesen und anderen indigenen Gruppen Sabahs zusammen. Tambunan ist in 13 Kampung aufgeteilt:
1. Kampung Sunsuron
2. Kampung Kinabaan
3. Kampung Tontolob
4. Kampung Pantai
5. Kampung Kipaku
6. Kampung Kepayan Baru
7. Kampung Kepayan Lama
8. Kampung Tombotuon
9. Kampung Tibabar
10. Kampung Botung
11. Kampung Tampasak Liwan
12. Kampung Tonop
13. Kampung Kirokot

## Geschichte

### Herkunft des Namens
Der Legende nach geht der Name Tambunans auf zwei ursprünglich rivalisierende Stämme der Tamadon und Gombunan zurück, die in diesem Gebiet siedelten. Vereint durch den gemeinsamen Feind, den Stamm der Tonsudong, verteidigten sie erfolgreich gemeinsam ihr Territorium. Tambunan entstand somit durch Verschmelzung der Namen beider Stämme; aus Tamadon und Gombunan wurde Tambunan.

### Mat-Salleh-Rebellion
Tambunan ist einer der Schauplätze der Mat-Salleh-Rebellion der Zeit zwischen 1894 und 1900. Der Anführer, Datu Paduka Muhammad Salleh, besser bekannt als Mat Salleh, hatte nach den Friedensverhandlungen von Menggatal nordöstlich von Tambunan mit Zustimmung der Briten ein Fort gebaut. Im Jahr 1899 forderte die Regierung Tambunan wieder zurück; Mat Salleh verweigerte jedoch seine Zustimmung und die Kämpfe flammten wieder auf. Am 31. Januar 1900 wurde er in Kampung Tibabar, Tambunan erschossen.

## Sehenswürdigkeiten

### Mat-Salleh-Memorial
An der Stelle, an der Mat Sallehs Fort stand (5° 42′ 54,27″ N, 116° 23′ 46,56″ O), errichteten bereits die Briten ein Mahnmal mit der Inschrift “This plaque marks the site of Mat Salleh’s Fort which was captured by the North Borneo Armed Constabulary on the 1st February 1900. During this engagement, Mat Salleh, who for six years led a rebellion against the British Charted Company administration, met his death.”
Heute wird Mat Salleh nicht länger als Aufrührer, sondern als Volksheld, Revolutionär oder Freiheitskämpfer beschrieben. Dem trug die Regierung Sabahs Rechnung, indem sie im Jahr 2000 den inmitten von Reisfeldern gelegenen Ort des Triumphes der Briten über den „Aufrührer“ zum „Mat Salleh Memorial“ umwandelte. Die Gedenktafel an das ehemalige Fort von Mat Salleh und den Ort seines Todes ist heute in einer kleinen Parkanlage untergebracht. In dem an einen Bunker erinnernden Memorial befindet sich eine kleine Ausstellung über Mat Salleh.

### Rafflesia Forest Reserve
Etwas außerhalb von Tambunan befindet sich das 1984 eingerichtete "Rafflesia Waldschutzgebiet", das dem Schutz der weltgrößten Blume, der Rafflesia dient. Das Rafflesia Forest Reserve erstreckt sich über eine Fläche von 356 ha und liegt an der Straße von Tambunan nach Kota Kinabalu. Der Zugang zum Reservat erfolgt vom Rafflesia Information Centre. Innerhalb des Reservats ist hauptsächlich die Rafflesia pricei beheimatet.

## Infrastruktur
Tambunan ist durch den Kota Kinabalu-Tambunan-Keningau Highway mit der Hauptstadt Sabahs verbunden. Die zweispurige Straße verläuft über die Crocker Ranges und ist wegen ihres starken Gefälles berüchtigt. Die nach Norden verlaufende Straße nach Ranau wiederum gehört zu den schlechtesten Straßen Sabahs. Sie weist viele Schlaglöcher und Beschädigungen durch Erdrutsche auf.

## Tambunan Village Resort Center
Das Tambunan Village Resort Center (TVRC) ist der Ausgangspunkt für Bergtouren auf den Trus Madi. Neben Übernachtungsmöglichkeiten vermittelt das TVRC Hochgebirgsträger, Bergführer, Lebensmittel für Bergsteiger und die für die Besteigung notwendige Erlaubnis des Forstministeriums.